# Meret Oppenheim

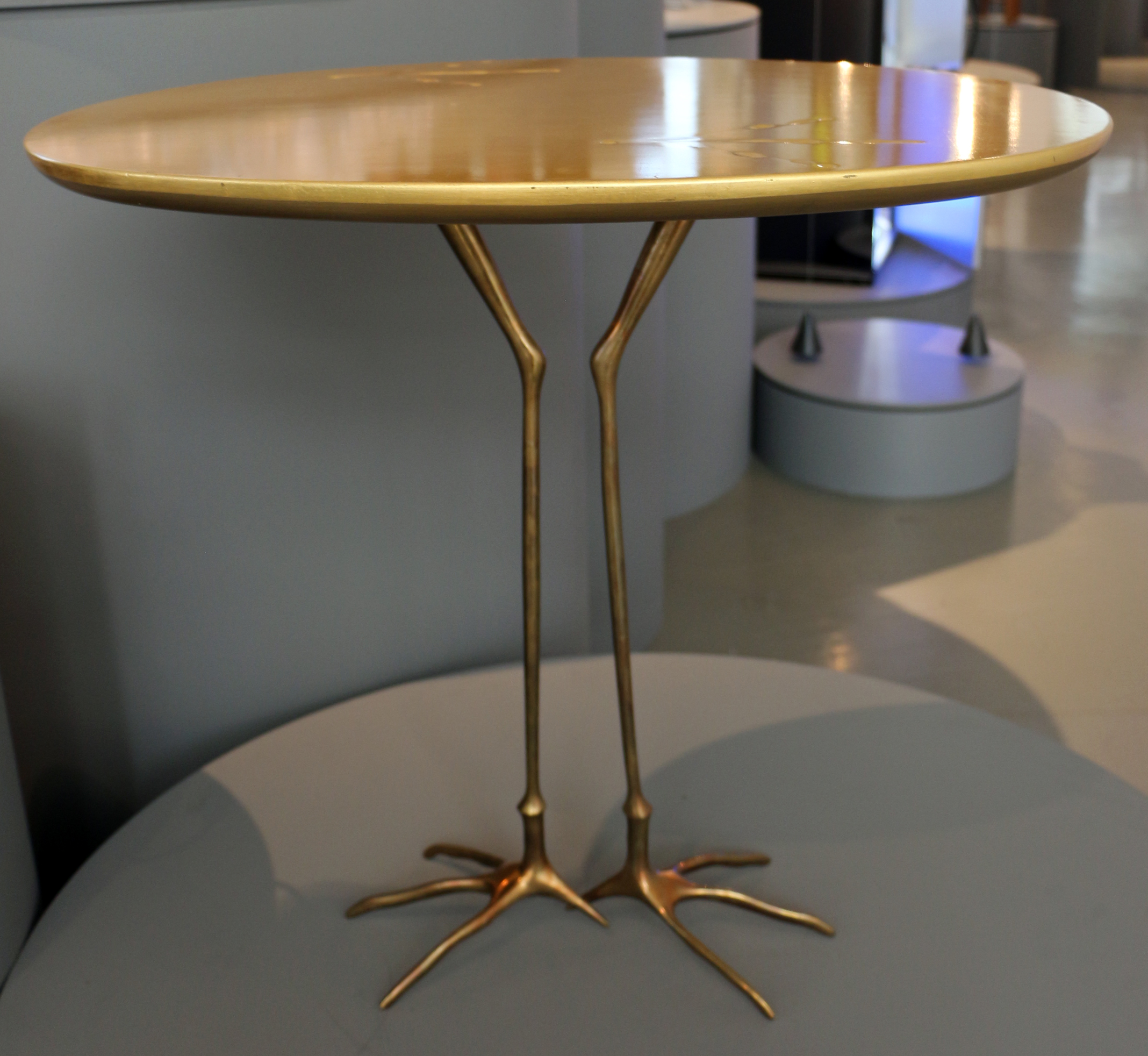
Meret Oppenheim, Stolik z ptasimi nogami (1972)

Meret Oppenheim (ur. 1913 w Berlinie, zm. 1985 w Bazylei) – szwajcarska artystka związana z grupą surrealistów.

## Życiorys
W 1932 opuściła rodzinny dom w Charlottenburgu i marząc o zostaniu malarką wyjechała do Paryża, gdzie nawiązała przyjacielskie stosunki z kręgiem Andre Bretona. W tym czasie dużo malowała, rysowała, pisała tworzyła kolaże i artystyczne obiekty. W 1936 roku w Café de Flore na bulwarze Saint--Germain Meret spotkała Picassa z Dorą Maar. Nosiła na nadgarstku własnego projektu metalową bransoletkę obciągniętą futrem ocelota. W aurze kawiarnianej, w zachwycie Picassa nad bransoletką narodził się pomysł pokrycia futrem spodka i filiżanki. Tak narodziło się jedno z największych dzieł surrealistycznych, które na zawsze związało nazwisko artystki z surrealizmem, mimo iż sama Oppenheim odżegnywała się od tak jednoznacznego określenia jej sztuki. Filiżanka, spodek i łyżka pokryte futrem zostało nazwane przez Andre Bretona Śniadaniem w futrze, w nawiązaniu do słynnego dzieła Eduarda Maneta, które w 1863 roku tak szokowało publiczność Salonu. W 1934 roku artystka wystawiła Śniadanie w futrze na wystawie surrealistów i tak zapoczątkowała swoją karierę. 
Wkrótce po Śniadaniu w futrze Meret wystawiła w Bazylei inny „przedmiot surrealistyczny”, zatytułowany Ma gouvernante - my nurse - mein Kindermädchen. Jednak po sukcesie odniesionym w 1936 roku, dla Meret nadszedł długi, 18-letni czas kryzysu, depresji, twórczej niemocy. Wróciła do Szwajcarii.  Nadal utrzymywała towarzyskie stosunki z paryskimi artystami, próbowała studiować. Nawet wystawiała, w tym tak efektowne dzieło jak pokazany w 1939 roku w Paryżu na wystawie fantastycznych mebli, wsparty na ptasich nogach stolik ze śladami ptasich łap na złoconym blacie. Tworzyła jednak bardzo mało. Niezadowolona wiele rzeczy niszczyła lub porzucała je nieukończone. Złą passę przełamała dopiero słynnym przyjęciem, Festin, powitaniem wiosny, które, powtórzone w grudniu 1960 roku na paryskiej wystawie „Exposition inteRnatiOnale du Surréalisme” – czyli EROS, stało się prowokującym spektaklem o perwersyjnych kontekstach i jako artystyczno-towarzyska sensacja, zyskało rozgłos medialny. Od tamtej pory Oppenheim znów wykonywała surrealistyczne obiekty, często powielane, ale też malowała, rysowała, rzeźbiła, projektowała luksusową biżuterię. Pisała wiersze. Coraz bardziej ceniona, już nie tylko jako autorka Śniadania w futrze. 
Do końca życia pozostała czynna artystycznie i towarzysko. Tak jak niegdyś jej futrzana filiżanka, tak i ona sama, wciąż chętnie fotografowana i wciąż piękna, stała się jednym z kanonicznych wizerunków sztuki nowoczesnej.